# Amerigo Gentilini
Amerigo Gentilini (Pisa, 10 gennaio 1910 – Pisa, 13 ottobre 1988) è stato un tenore italiano.
Tenore lirico leggero, studiò canto con Barsanti e Amatucci (maestro direttore del Coro dell'Opera del Duomo di Pisa). Ha cantato in molti teatri d'Europa e all'estero (Francia, Germania, Spagna, Svizzera e Paesi Bassi). Ha debuttato a Pisa nella Madama Butterfly nel 1939.
Nel 1940 ha cantato al Teatro di Roma nel Guglielmo Tell (ruolo un pescatore) e ne Le Coq d'Or di Korsakov (ruolo L'Indovino) con Margherita Carosio e Tancredi Pasero.
Sempre nel '40 ha debuttato il ruolo di Lord Arturo Talbot ne I puritani di Vincenzo Bellini a Pisa, ruolo che interpreterà poi al Teatro alla Scala di Milano nel 1942 con Gino Bechi e Tancredi Pasero.
Al Teatro alla Scala interpreterà anche il ruolo del cantante nel Der Rosenkavalier di Richard Strauss, con Italo Tajo, nel 1947.
Nel 1941 partecipò a Catania al centenario belliniano, interpretando Elvino nella Sonnambula, con Margherita Carosio.
Al Teatro La Fenice di Venezia e al Teatro Municipale di Modena, cantò nel 1942, nel ruolo di Duca di Mantova nel Rigoletto, a fianco del baritono Carlo Tagliabue. Altri importanti produzioni di Rigoletto da segnalare nello stesso anno, a Siena (Teatro dei Rozzi), Rigoletto con Carlo Galeffi e a Prato e Castelfiorentino con Enzo Mascherini.
Nel 1945 al Teatro Verdi di Firenze nel Don Pasquale di Donizetti con Melchiorre Luise.
Nel 1948 al Teatro Liceu di Barcellona interpretò il ruolo del Conte d'Almaviva ne Il barbiere di Siviglia di Rossini, con Victoria de los Ángeles, Gino Bechi e Tancredi Pasero, nello stesso anno prese parte all'Arena di Verona alle celebrazioni donizettiane, a fianco di Giulietta Simionato e Tancredi Pasero, con la direzione d'orchestra del maestro Gianandrea Gavazzeni e al Teatro San Carlo di Napoli ne La favorita con Elena Nicolai, Ugo Savarese e Cesare Siepi.
Nel '52 al Teatro Nuovo di Torino ricoprirà ancora un suo ruolo di esordio in una delle ultime sue interpretazioni operistiche, Il pescatore nel Guglielmo Tell di Rossini, a fianco tra gli altri di Paolo Silveri (Guglielmo Tell), Mario Filippeschi, Giorgio Tozzi e Caterina Mancini. Nel 1953 al Teatro Regio di Parma sarà Fernando ne La favorita di Donizetti, a fianco di Elena Nicolai, Enzo Mascherini, direttore Angelo Questa.
Fu attivo molto anche alla radio, nei suoi diciotto anni di carriera, specie a Lugano e a Zurigo, dove registrò un discreto numero di arie e duetti.
A causa della prematura morte della prima moglie e per avverse situazioni decise di ritirarsi come solista e di entrare nella Cappella Musicale dell'Opera del Duomo di Pisa, diretta dal maestro Bruno Pizzi, dove rimase per molti anni e con cui vinse numerosi premi internazionali.
Nel novembre 1980 ricevette il premio "Una vita per il Teatro", presso il Teatro Nuovo di Pisa.

## Alcune sue incisioni conosciute
Dischi Columbia elettrici - Milano 1940
Lato A e B
- 2967 - Puccini - Tosca - Recondita armonia | Madama Butterfly - Addio fiorito asil
- 2968 - Bellini - I puritani - A te o cara | Rigoletto - Questa o quella
- 2985 - Verdi - Rigoletto - Questa o quella
- Anno 1984 - VP I/2 - Voci pisane - 2 Brani contenuti nel 33giri Vol.2